# Bitwa za naszą radziecką Ukrainę
Bitwa za naszą radziecką Ukrainę (ros. Битва за нашу Советскую Украину) – radziecki film dokumentalny z 1943 roku w reżyserii Ołeksandra Dowżenki i Juliji Sołncewy.